# Янківський Іван
Іван Янківський (12 серпня 1919, с. Тисова, Перемишльський повіт, Польща — пом. Австралія) — український військовик, вояк УПА.

## Життєпис
Іван Янківський народився 12 серпня 1919 в с. Тисова, у Перемишльському повіті, в колишній Австро-Угорській імперії.
Брав участь у визвольній боротьбі УПА з 1945 року. В 1947 році вирушив у великий рейд з сотнею УПА на захід в Американську зону в Західній Німеччині. Переїхав до Австралії 21 серпня 1949 року. Був активним членом станиці УПА громади Кабраматта - Ферфілд та Спілки Української Молоді. Одружений з Анною з дому Грицаїшин.
Як меценат давав численні пожертви на потреби українскої громади в Австралії. 
Помер після 2000 року.